# Jytte Hansen
Jytte Solveig Hansen, później Nielsen (ur. 25 lipca 1932 w Odense, zm. 26 listopada 2015) – duńska pływaczka, trzykrotna olimpijka. Srebrna medalistka z Mistrzostw Europy 1954 w Turynie. Specjalizowała się na dystansie 200 metrów stylem klasycznym.
Startowała na Letnich Igrzyskach Olimpijskich 1948, 1952 i 1956. Na każdych z tych igrzysk startowała tylko na dystansie 200 metrów stylem klasycznym. Najlepszy wynik uzyskała na igrzyskach w Helsinkach w 1952 roku, gdzie w finale zajęła 5. miejsce.
Na Mistrzostwach Europy 1954 w Turynie w konkurencji 200 metrów stylem klasycznym zdobyła srebrny medal, ustępując tylko reprezentantce RFN Ursuli Happe.